# Shipton Spire
Der Shipton Spire (Spire englisch für „Spitze“ oder „Spitzturm“; auch Haina Brakk Central Tower) ist ein 5852 m hoher Granitgipfel im westlichen Teil des Baltoro Muztagh im Norden Pakistans.

## Lage
Der Shipton Spire befindet sich auf der Ostseite des Trango-Tals. Zum 4,23 km südsüdwestlich gelegenen Choricho führt ein Bergkamm. Der Shipton Spire zählt zur so genannten Paiju-Gruppe. An seiner Ostflanke vereinigen sich der Nördliche und der Südliche Hainabrakk-Gletscher, Tributärgletscher des Trangogletschers. Die Trango-Gruppe erhebt sich 7 km westlich auf der gegenüberliegenden Seite des Trangogletschers.

## Besteigungsgeschichte
Im Juli 1996 bestiegen Chuck Boyd, Greg Child und Greg Foweraker den Shipton Spire bis etwa 10 m unterhalb des Gipfels.
Die erste eindeutige Besteigung des Shipton Spire gelang Jared Ogden und Mark Synnott am 6. August 1997 durch die Ostwand.
Ihre Kletterroute heißt Ship of Fools (VII 5.11 A2 WI6, 1350 m).
Mauro Bole kletterte gemeinsam mit Mario Cortese und dem Fotografen/Kameramann Fabio Dandri vom 26. Juli bis 10. August 2001 die Route Women and Chalk zum Gipfel.
Es gibt mittlerweile mindestens 9 Kletterrouten, die an der Ostwand hinauf zum Gipfel führen.